# Зелінська Віра Євгенівна
Віра Євгенівна Зелінська (рос. Вера Евгеньевна Зелинская; 26 серпня 1944, Новосибірськ, РРФСР, СРСР — 6 червня 2021, Санкт-Петербург, РФ) — радянський і російський художник-постановник, художник по костюмах, дизайнер. Лауреат Державної премії Російської Федерації (2001). Заслужений художник Російської Федерації (2019).

## Біографічні відомості
У 1971 році закінчила Ленінградське вище художньо-промислове училище ім. Мухіної.
Працювала художником-декоратором на кіностудії «Ленфільм», художником-постановником і художником по костюмах на Ленінградському телебаченні.
З 1984 року — художник-постановник кіностудії «Ленфільм». Також працює дизайнером інтер'єру.
Член Спілки кінематографістів Росії. Член Санкт-Петербурзького Союзу художників.
Лауреат ряду вітчизняних фестивалів і кінопремій.

## Фільмографія
Художник-декоратор:
- «Ференц Ліст — Мрії любові» (1970, у співавт.; реж. Мартон Келеті, СРСР—Угорщина)
- «Гросмейстер» (1972, реж. С. Мікаелян)
- «Солоний пес» (1973, у співавт.; реж. М. Кошелев)
- «Зустрінемося в метро» (1985, реж. В. Соколов)
- «Остання дорога» (1986, Л. Менакер)

Художник по костюмах:
- «Чужа біла і рябий» (1986, реж. С. Соловйов)

Художник-постановник:
- «Лісова казка» (1980, т/ф, фільм-спектакль, у співавт.; реж. Л. Якобсон, О. Рябоконь)
- «Езоп» (1981, т/ф, у співавт.; реж. О. Рябоконь)
- «Розслідує бригада Бичкова» (1985, фільм-спектакль, реж. Ю. Маляцький)
- «Незвичайні пригоди Карика і Валі» (1987, т/ф, реж. В. Родченко)
- «Вікно в Париж» (1993, реж, Ю. Мамін, Росія—Франція)
- «Тихі сторінки» (1994, реж. О. Сокуров, Росія—Німеччина)
- «Цинкові хлопчики» (1994, к/м, т/ф, реж. Пол Тікелл, Велика Британія)
- «Час печалі ще не прийшов» (1995, реж. С. Сельянов)
- «Східна елегія» (док. фільм, реж. О. Сокуров, Росія—Японія)
- «Операція „З Новим роком!“» (1996, реж. О. Рогожкін)
- «Мати і син» (1997, у співавт.; реж. О. Сокуров, Росія—Німеччина)
- «Про виродків і людей» (1998, реж. О. Балабанов)
- «Барак» (1999, у співавт.; реж. В. Огородніков, Росія—Німеччина)
- «Щоденник його дружини» (2000, у співавт; реж. О. Учитель, Росія—Болгарія)
- «Пірати Едельвейса»/ Edelweisspiraten (2000, реж. Ніко фон Глазов, Німеччина) (Німеччина—Люксембург—Нідерланди—Швейцарія)
- «Дикарка» (2001, реж. Ю. Павлов)
- «Гра в модерн» (2002, реж. Максим Коростишевський, Ігор Єфімов)
- «Злочин і кара» /Crime and Punishment (2002, т/ф, реж. англ. Julian Jarrold, Велика Британія)
- «Кохані безсмертні» / Ceux qui aiment ne meurent jamais (2004, реж. Кристоф Малавуа)
- «Вигнанець» (2004, у співавт; реж. М. Лебедєв, США—Росія—Німеччина)
- «Космос як передчуття» (2005, реж. О. Учитель)
- «Оля + Коля» (2007, реж. Ю. Панкосьянова)
- «Атака клонів 2. Фільм 1. Шерше ля фам» (2008, т/с, реж. Ю. Панкосьянова)
- «Атака клонів 2. Фільм 2. Двоє зі скриньки» (2008, т/с, реж. Ю. Панкосьянова)
- «2-Асса-2» (2008, брала участь; реж. С. Соловйов)
- «Анна Кареніна» (2009, брала участь; реж. С. Соловйов)
- «Край» (2010, реж. О. Учитель)
- «Годинники любові» (2011, у співавт.; реж. О. Ламакін, П. Мальков)
- «Три мушкетери)» (2013, т/с, у співавт.; реж. С. Жигунов)
- «Распутін»/ Raspoutine (2011, у співавт.; реж. Жозе Даян, І. Квірікідзе)
- «Матильда» (2017, у співавт.; реж. О. Учитель)
- «Коронація» (2019, у співавт.; реж. О. Учитель) та ін.

Art director:
- «Онєгін» (1999, реж. Марта Файнс)

Ролі в кіно:
- «Операція „З Новим роком!“» (1996, епізод)

## Фестивалі та премії
- 1997 — Конкурс професійних премій кіностудії «Ленфільм» і Ленінградського відділення СК «Мідний вершник»: Премія ім. Є. Є. Енея за найкращу роботу художника-постановника (фільм «Мати і син»)
- 1998 — Премія «Золотий овен»: за найкращу роботу художника-постановника (фільм «Про виродків і людей»)
- 2000 — Державна премія Росії (фільм «Барак»)
- 2001 — МКФ в Мілані: Приз найкращому художнику-постановнику (фільм «Щоденник його дружини»)
- 2018 — Премія «Ніка» (за 2017 рік): за найкращу роботу художника (фільм «Матильда»)
- 2019 — Заслужений художник Російської Федерації (13.06.2019) — за великий внесок у розвиток вітчизняної культури і мистецтва, багаторічну плідну діяльність
- Нагрудний знак «Почесний кінематографіст Росії»

Номінації:
- На кінопремію «Ніка»
  - 1999 — За 1998 рік: «Про виродків і людей»[2]
  - 2000 — За 1999 рік: «Барак»[3]
  - 2001 — За 2000 рік: «Щоденник його дружини»[4]
  - 2011 — За 2010 рік: «Край»[5]
- 2006 — Номінація на премію «Золотий орел» (за 2005 рік): Найкраща робота художника-постановника (фільм «Космос як передчуття»)[6]